# 比較
比較（英語：Comparison 或 comparing）是透過確定每個事物的相關的、可比較的特徵，然後確定每個事物的哪些特徵與另一個相似，哪些不同，以及達到何種程度來評估兩個或多個事物的行為。在特徵不同的情況下，然後可以評估差異以確定哪種東西最適合特定目的。對兩者之間發現的異同的描述也稱為比較。比較可以採用多種不同的形式，因領域而異：
「比較是將兩個或多個事物放在一起（在實體上或在思緒中）並系統地檢查它們，確定它們之間的異同。比較在每個研究框架內都有不同的含義。任何對兩個或多個單元的異同的探索都是一種比較。在最有限的意義上，它包括比較彼此隔離的兩個單元。」
要比較事物，它們必須具有在相關方面足夠相似的特徵才能進行比較。比較廣泛應用於社會、科學和藝術領域。
比較描述了一種基本而基於感知的方法，它應該導致識別現實對象之間的相似性/平等性或差異。 比較方法的簡明定義來自 Alfred Brunswig：“比較兩個對象意味著：仔細觀察它們……特別注意它們的相互關係。” 對於該概念的定義長期以來變化不大。